# 诺斯赛德站
诺斯赛德站（英語：Northside station）是美国佛羅里達州邁阿密-戴德縣的一座迈阿密地铁车站，由邁阿密-戴德公共交通局（MDT）运营管理。此車站位於格拉德维尤和西小河这两个普查规定居民点之间，靠近西北第79街（SR 934）和西北第31大道的交界處。诺斯赛德站於1985年5月19日正式啟用，建筑布局形式为高架车站，车站设有两条股道及两个侧式站台。

## 车站结构
| P 站台层 | 侧式站台，右边车门将会开启 | 侧式站台，右边车门将会开启                                |
| P 站台层 | 南行方向                   | ▉ 迈阿密地铁绿线，往达德兰南方向（马丁·路德·金博士广场）  |
| P 站台层 | 北行方向                   | ← ▉ 迈阿密地铁绿线，往帕尔梅托方向 （三縣鐵路與地鐵轉乘） |
| P 站台层 | 侧式站台，右边车门将会开启 |                                                           |
| G 地面层 | 站厅                       | 出入口、巴士站、停车场                                    |

## 外部連結
- Miami-Dade County: Metrorail Stations（页面存档备份，存于）